# Dream in exile
Dream in exile is een compositie van Arnold Bax.
Bax schreef dit werkje in moderate tempo (delicaat en melancholisch) voor piano solo in februari 1916, publicatie volgde in 1918. Bax zag er eerst een capriccio in, maar gaf het later de aanduiding intermezzo. Hij droeg het op aan Tobias Matthay, zijn pianodocent aan de  Royal Academy of Music. Pianiste Myra Hess nam het in haar repertoire op. Zowel de release op Naxos als op Chandos refereren aan een soort heimwee naar Ierland, waar Bax eerder verbleef. In tegenstelling tot andere pianowerken zoals Mediterranean orkestreerde Bax dit werk nooit. Wel gebruikte hij het motief voor zijn symfonisch gedicht November woods.
In 2017 zijn er drie opnamen beschikbaar van dit werk. Iris Loveridge (opgenomen tussen 1958 en 1963) is te horen via een opname verschenen bij Lyrita, Ashley Wass via een opname bij Naxos en Eric Parkin bij Chandos.